# اللجنة العربية العليا
اللجنة العربية العليا لفلسطين هي الكيان السياسي الرسمي الممثل للفلسطينيين في فلسطين تحت الانتداب تأسست في 6 أبريل 1936 بمبادرة من الحاج أمين الحسيني مفتي القدس، وتألفت من زعماء العشائر والطوائف الفلسطينية بقيادة المفتي الحاج أمين الحسيني. انتهى نشاطها عام 1946 بعد أن حل مكانها "الهيئة العربية العليا لفلسطين".

## أبرز أعضاء اللجنة
- أمين الحسيني (1895-1974).
- أحمد حلمي عبد الباقي (1882-1963).
- عبد اللطيف صلاح (1882-1960).
- راغب النشاشيبي (1880-1951).
- ألفرد روك (1882-1942).

## أعضاء اللجنة سنة 1936
- أمين الحسيني رئيس - مفتي القدس ورئيس المجلس الإسلامي الأعلى
- راغب النشاشيبي
- جمال الحسيني - رئيس الحزب العربي الفلسطيني وعضو المجلس الإسلامي الأعلى
- يعقوب الغصين - عضو وممثل عن حزب مؤتمر الشباب العربي، عضو المجلس الإسلامي الأعلى
- عبد اللطيف صلاح - مؤسس الكتلة الوطنية الفلسطينية
- حسين الخالدي ـ مؤسس وممثل حزب الإصلاح العربي
- عوني عبد الهادي - زعيم حزب الاستقلال الفلسطيني
- احمد حلمي باشا

## لجنة إعادة التشكيل 1945
- جمال الحسيني
- توفيق الحسيني
- يوسف صهيون
- كامل الدجاني
- إميل الغوري
- رفيق التميمي
- أنور الخطيب
- عزت طنوس
- أنطون عطا الله
- أحمد الشقيري
- سامي طه
- يوسف هيكل